# Alexa Davalos
Alexa Davalos Dunas (Parigi, 28 maggio 1982) è un'attrice statunitense.

## Biografia
Nata in Francia, figlia del fotografo Jeff Dunas e dell'attrice Elyssa Davalos, suo nonno era l'attore Richard Davalos. Di origini ebree aschenazite, finlandesi e spagnole, Davalos è cresciuta in Francia e in Italia prima di trasferirsi a New York e sa parlare francese fluentemente. Dopo aver partecipato al cortometraggio The Ghost of F. Scott Fitzgerald, appare in tre episodi della quarta stagione della serie televisiva Angel nel ruolo della mutante Gwen Raiden. Debutta al cinema nel 2004, nel ruolo di Kyra in The Chronicles of Riddick. Lavora nella serie, inedita in Italia, Reunion. Partecipa ai film Feast of Love di Robert Benton, The Mist di Frank Darabont e Defiance - I giorni del coraggio di Edward Zwick. Dal 2015 è una dei protagonisti della serie televisiva prodotta e distribuita da Amazon Prime L'uomo nell'alto castello (The Man in the High Castle), interpretando la parte di Juliana Crain.

## Filmografia

### Cinema
- Coastlines, regia di Víctor Núñez (2002) - non accreditata
- The Ghost of F. Scott Fitzgerald, regia di Charles Lyons (2002) - cortometraggio
- The Chronicles of Riddick (The Chronicles of Riddick), regia di David Twohy (2004)
- Feast of Love, regia di Robert Benton (2007)
- The Mist, regia di Frank Darabont (2007)
- Defiance - I giorni del coraggio (Defiance), regia di Edward Zwick (2008)
- Scontro tra titani (Clash of the Titans), regia di Louis Leterrier (2010)

### Televisione
- Untitled Secret Service - film TV, regia di Rupert Wainwright (2002)
- Undeclared - serie TV, episodio 1x13 (2002)
- Angel - serie TV, 3 episodi (2002–2003)
- Pancho Villa - La leggenda (And Starring Pancho Villa as Himself), regia di Bruce Beresford (2003) - film TV
- Reunion - serie TV, 13 episodi (2005–2006)
- Arrenditi Dorothy (Surrender Dorothy) - film TV, regia di Charles McDougall (2006)
- Raines - serie TV, episodio 1x01 (2007)
- Mob City - serie TV, 6 episodi (2013)
- L'uomo nell'alto castello (The Man in the High Castle) - serie TV, 40 episodi (2015–2019)
- The Punisher - serie TV, 2 episodi (2019)
- FBI: Most Wanted - serie TV (2021–2023)

## Doppiatrici italiane
Nelle versioni in italiano delle opere in cui ha recitato, Alexa Davalos è stata doppiata da:
- Chiara Colizzi in Scontro tra titani, Defiance - I giorni del coraggio
- Angela Brusa ne L'uomo nell'alto castello
- Domitilla D'Amico in The Chronicles of Riddick
- Laura Facchin in Feast of Love
- Chiara Gioncardi in The Mist
- Valentina Mari in Angel
- Roberta Pellini in The Punisher
- Selvaggia Quattrini in FBI: Most Wanted